# Blue Seed
Blue Seed (яп. 碧奇魂 ブルー シード Аокусимитама Буру: Си:до, Голубое семя) — японская манга, автором и иллюстратором которой является Юдзо Такада. Сюжет проводит параллели с древними японскими мифами, в частности с божеством Сусаноо и демоном Ямата-но ороти. Главная героиня является современным воплощением мифической принцессы Кусинады (яп. 奇稲田姫 Кусинада-химэ). По мотивам манги совместно студиями Production I.G и Ashi Productions был выпущен аниме-сериал, который транслировался по телеканалу TV Tokyo с 5 октября 1994 года по 29 марта 1995 года. Всего выпущено 26 серий аниме.
Сериал был дублирован на английском, французском и испанском языках.
Позже студиями Production I.G и Xebec был выпущен короткий OVA-сериал, который был дублирован на английском для распространения на территории США. В 1996 году были выпущены ещё 2 OVA-серии, пересказывающие начало оригинальной истории от лица Момидзи и Кусанаги.

## Сюжет
С начала возникновения японского государства, ему угрожали арагами — монстроподобные существа, обращённые с помощью митамы, они нападают в разных уголках земли, убивая людей. Однако правительство и по сей день продолжает укрывать их существование. Подавлять их силу и одновременно поддерживать существование могут только члены семьи Кусинада, их сила ослабла, и арагами начали агрессивно нападать на людей в разных уголках Японии. Однако, если арагами убивает члена семьи Кусинада, он избавляется от его зависимости. Так в смертельной опасности оказывается Момидзи Фудзимия — единственный живой потомок Кусинада. Её сначала пытается убить Кусанаги, но он в результате проникается чувствами к ней и защищает от арагами. Параллельно Момидзи вступает в тайную правительственную контору, которая занимается выслеживанием арагами. Момидзи предстоит узнать тайну и причину возникновения арагами и обстоятельства исчезновения своей сестры-двойняшки Куникиды.

## Список персонажей
Момидзи Фудзимия (яп. 藤宮 紅葉)
Сэйю: Мэгуми Хаясибара
Главная героиня истории родом из Идзумо, она является потомком Кусинады и воплощает в себе её сущность. Неуклюжа, наивна, изначально была воспитана, чтобы стать новой жертвой. Если она погибнет, то умрут и арагами, но если арагами убьёт Момидзи, то они станут свободными от силы Кусинады. Так множество арагами пытаются убить девушку. Она случайно получает митаму арагами, но благодаря силе Кусинады не превращается в арагами, и приобретает некоторые способности, позволяющие ей чувствовать других арагами на дальнем расстоянии. Момидзи решает вступить в НКЦ. По мере развития сюжета влюбляется в Кусанаги, но долгое время не может правильно выразить своих чувств. В конце решает принести себя в жертву, чтобы остановить Сусуано, но была им воскрешена.
Мамору Кусанаги (яп. 草薙 護)
Сэйю: Кадзухико Иноуэ
Человек-арагами, обладает колоссальными способностями, превосходящими арагами. В детстве получил 7 митам, чтобы охранять Каэду, хотя он был всегда с ней вместе, никогда с ней не общался, что однако не мешало Кусанаги питать тёплые чувства к Каэде. В начале истории хочет убить Момидзи, чтобы убить остальных арагами, но не может сделать это. Он решает следить за Мамору и быстро становится её защитником, хоть долгое время и отрицает это. Кусанаги поначалу очень грубо и саркастично относился к Мамору, но позже он раскрывает свои чувства для неё, но оставаясь при этом грубым. Кусанаги несовершенен, так как не имеет 8 митаму, заключённую в теле Момидзи. Но в конце концов получает её.
Дайсэцу Куникида (яп. 国木田 大哲)
Сэйю: Акио Оцука
Глава НКЦ (тайного отдела по борьбе с арагами), отец Момидзи и Каэды. Решил воспитывать Каэду как дочь и манипулировать отцовской любовью, чтобы пользоваться её способностями в поисках арагами. Однако после исчезновения Каэды, начал винить себя в этом и при сотрудничестве с Момидзи изменил к ней подход, общаясь естественно и давая право на выбор.
Адзуса Мацудайра (яп. 松平 梓)
Сэйю: Ёсико Сакакибара
Биолог, изучает арагами и их свойства, создавая биологическое оружие. Единственная в команде имеет семью и ребёнка, но уделяет им мало времени. Иногда проявляет к главным героям материнскую любовь.
Рёко Такэути (яп. 竹内 涼子)
Сэйю: Ай Орикаса
Бывший член токийской полиции, правая рука Куникиды, и влюблена в него. Терпеть не может, когда к ней подкатывают мужчины.
Комэ Савагути (яп. 沢口 小梅)
Сэйю: Котоно Мицуиси
Состояла в силах самообороны и сотрудничает с НКЦ, но была выгнана из-за безответственности. Девушка с грубым и мальчишеским характером. Комический персонаж. Делает прежде, чем думает, из-за чего постоянно попадает в глупые ситуации. Сначала терпеть не может Ёсики, но позже развивает с ним любовные чувства.
Ёсики Яэгаси (яп. 八重樫 良樹)
Сэйю: Юдзи Уэда
Компьютерный гений, разрабатывает разные программы для борьбы с арагами. Скромный и непримечательный парень с заниженной самооценкой. Чувствует себя всё время лишним и бесполезным. Его постоянно унижает Комэ. Позже решает бороться со своей нерешительностью и признаётся в любви Мимидзи, но неудачно, так как Момидзи любит Кусанаги. Позже жертвует собой, спасая Комэ, после чего развивает с ней любовные чувства.
Сакура Ямадзаки (яп. 山咲 桜)
Сэйю: Тамагава Сакико
Мико и профессиональный экзорцист. Долгое время жила в США. Самоуверенна и имеет завышенную самооценку, но пытается показать своё превосходство над всеми, особенно над Момидзи, для чего делала попытки флиртовать с Кусанаги. Её мать пожертвовала собой, чтобы спасти Сакуру от арагами и в результате слилась с его телом. Сакуре пришлось убить арагами вместе с матерью.
Каэдэ Куникида (яп. 国木田 楓)
Сэйю: Мицуки Яёй
Сестра-близнец Момидзи и приёмная дочь Куникиды. По настоянию Куникиды выслеживала арагами, которых убивали. Позже осознала, что является лишь удобным инструментом и разочаровывается в человеческом обществе. Она решает сбежать и перейти на сторону арагами, инсценировав смерть. А позже выясняется, что Каэдэ с помощью силы Сусано хотела превратить всех людей и арагами в растения. С этим категорически не соглашается Муракумо и восстаёт против Каэдэ. В конце Каэдэ не удаётся осуществить свой план, и она запечатывает себя вместе с Сусано в дереве.
Лорд Сусано-О
По преданию когда-то спас принцессу Кусинаду и женился на ней. В наше время Каэдэ воскресила Сусано, но вначале он был в облике младенца, после чего стал стремительно расти. Каэдэ мастерски манипулировала Сусано, подвигнув его превратить всех людей в растения. Однако его останавливает Момидзи и в результате Сусано теряет свою силу и снова принимает облик младенца. Каэдэ запечатывает Сусано вместе с собой в дереве.
Муракумо Ягами (яп. 八神 ムラクモ)
Сэйю: Дзёдзи Наката
Человек-арагами, как и Кусанаги, но имеет 8 митам, и поэтому значительно превосходит по силе. Мечтает превратить Японию в царство арагами, но после того, как узнаёт, что Каэдэ хочет всё превратить в растения, восстаёт против неё и сам решает стать будущим королём арагами. Он поглощает силу Сусано, превратившись в Ороти, но его тело не выдерживает такой колоссальной силы и разрушается.
Валенсия Татибана
Появляется в OVA-серии, как и Кусанаги, является человеком-арагами.